# Doug Stone
Doug Stone, pseudonimo di Douglas Jackson Brooks (Marietta, 19 giugno 1956), è un cantante statunitense.
Ha debuttato nel 1990 con il singolo I'm Be Better Off (In a Pine Box); il primo album è uscito nel 1990 per etichetta Epic Records. Sia questo album che il suo successivo, I Thought It Was You del 1991, hanno ottenuto la certificazione Platinum dalla Recording Industry Association of America. Gli altri due album pubblicati per la Epic, From the Heart del 1992 e More Love del 1994, sono stati entrambi certificati d'oro. In seguito ha firmato per la Columbia Records, con cui ha pubblicato due dischi Faith in Me e Faith in You. Dopo aver subito un infarto e un ictus alla fine degli anni 90, ha lasciato l'etichetta, per passare alla Atlantic Records dove ha pubblicato nel 1999 Make Up in Love. Nel 2002 ha pubblicato l'album The Long Way per l'etichetta Audium (ora parte di E1 Music); in seguito ha pubblicato altri due album per la Lofton Creek Records, un'etichetta indipendente.
Ventisei singoli di Stone sono entrati nella classifica Hot Country Songs. Tra il 1990 e il 1995, ha avuto otto singoli al numero 1 nella classifica Hot Country Songs tra cui: In a Different Light,  A Jukebox with a Country Song, Too Busy Being in Love, e Why Not Don't Think to That.

## Discografia

### Album in studio
- Doug Stone (1990)
- I Thought It Was You (1991)
- From the Heart (1992)
- The First Christmas (1992)
- More Love (1993)
- Greatest Hits, Vol. 1 (1994)
- Faith in Me, Faith in You (1995)
- Make Up in Love (1999)
- The Long Way (2002)
- In a Different Light (2005)
- My Turn (2007)